# Drajna
Drajna è un comune della Romania di 5 686 abitanti, ubicato nel distretto di Prahova, nella regione storica della Muntenia. 
Il comune è formato dall'unione di 11 villaggi: Cătunu, Ciocrac, Drajna de Jos, Drajna de Sus, Făget, Ogretin, Piatra, Pițigoi, Plai, Podurile, Poiana Mierlei.
La sede amministrativa è ubicata nell'abitato di Drajna de Sus.